# Kim Hughes
Kim Galen Hughes (Freeport, Illinois, 14 de junio de 1952) es un exjugador y entrenador de baloncesto estadounidense que disputó 5 temporadas en la NBA, una en la ABA y otras 9 en la liga italiana. Con 2,08 metros de altura, lo hacía en la posición de pívot. Desde febrero hasta el 15 de abril de 2010 fue el entrenador interino de Los Angeles Clippers, tras la destitución de Mike Dunleavy.

## Trayectoria deportiva

### Universidad
Jugó durante cuatro temporadas con los Badgers de la Universidad de Wisconsin-Madison, en las que promedió 15,3 puntos y 11,1 rebotes por partido. Formó junto con su hermano gemelo Kerry la pareja de torres gemelas de los Badgers, siendo elegido en sus dos últimas temporadas en el mejor quinteto de la Big Ten Conference.

### Profesional
Fue elegido en la cuadragésimo quinta posición del Draft de la NBA de 1974 por Buffalo Braves, y también por los San Antonio Spurs en la cuarta ronda del draft de la ABA, quienes lo traspasaron junto con Rich Jones, Chuck Terry y Bobby Warren a New York Nets a cambio de Billy Paultz. Sin embargo se fue una temporada a jugar al Innocenti Milano de la liga italiana.  A su regreso se unió a un grupo liderado por Julius Erving, ganando el campeonato, el último que se iba a disputar de la ABA. A nivel personal, se caracterizó por su poderío bajo los tableros, promediando 8,2 puntos y 9,2 rebotes por partido, convirtiéndose en el segundo mejor reboteador ofensivo de la liga, siendo incluido en el mejor quinteto de rookies.
Al año siguiente el equipo fue absorbido por la NBA, y su rendimiento bajó en la nueva competición. Pasó a promediar 4,0 puntos y 7,0 rebotes al año siguiente, y tan solo 2,2 y 4,3 en la temporada 1977-78, por lo que al término de la misma fue traspasado a Denver Nuggets a cambio de una futura segunda ronda del draft. En los Nuggets asumió el rol de suplente de Dan Issel, contando con pocas oportunidades de juego en las dos temporadas que disputó en aquel equipo. Al poco tiempo del inicio de la temporada 1980-81 fue traspasado a Cleveland Cavaliers a cambio de Dave Robisch, donde acabó la temporada sin contar apenas para su entrenador, Bill Musselman.
Dio por finalizada su etapa en la NBA, regresando a jugar a la liga italiana, en las filas del Banco di Roma, donde en su segunda temporada en el equipo ayudó con 12,6 puntos y 11,5 rebotes por partido en la consecución del Scudetto. En 1983 fichó por el Opel Reggio Calabria, donde se convertiría en la estrella del equipo en las cinco temporadas que jugó allí. Finalizó su carrera como jugador jugando un año en el Filodoro Brescia.

### Entrenador
Tras retirarse del baloncesto en activo, volvió a los Denver Nuggets en 1998 como director de ojeadores, para pasar al año siguiente al cargo de director de personal, ocupando también el banquillo como segundo entrenador. En 2003 es contratado precisamente como asistente por Los Angeles Clippers, aunque posteriormente ocupó el puesto de entrenador desde febrero hasta abril de 2010 sustituyendo a Mike Dunleavy al frente del equipo.

## Estadísticas de su carrera en la ABA y la NBA

### Temporada regular
| Temporada | Edad | Equipo              | Liga  | P   | TIT | MIN  | TC  | TCA | %TC  | 3P  | 3PA | %3P | TL  | TLA | %TL  | R.OF. | R.DEF. | REB | ASIS | ROB | TAP | PER | FP  | PTS |
| 1975-76   | 23   | New York Nets       | ABA   | 84  |     | 25.7 | 3.6 | 6.7 | .530 | 0.0 | 0.0 |     | 1.1 | 2.4 | .455 | 4.1   | 5.2    | 9.2 | 0.7  | 1.2 | 1.4 | 1.2 | 3.5 | 8.2 |
| 1976-77   | 24   | New York Nets       | NBA   | 81  |     | 25.7 | 1.9 | 4.4 | .427 |     |     |     | 0.2 | 0.9 | .275 | 2.3   | 4.6    | 7.0 | 1.2  | 1.5 | 1.5 |     | 3.8 | 4.0 |
| 1977-78   | 25   | New Jersey Nets     | NBA   | 56  |     | 15.3 | 1.0 | 2.9 | .356 |     |     |     | 0.2 | 0.5 | .310 | 1.7   | 2.6    | 4.3 | 0.7  | 0.9 | 0.9 | 1.0 | 2.9 | 2.2 |
| 1978-79   | 26   | Denver Nuggets      | NBA   | 81  |     | 13.4 | 1.2 | 2.2 | .538 |     |     |     | 0.2 | 0.6 | .400 | 1.4   | 2.8    | 4.1 | 0.9  | 0.7 | 1.3 | 1.0 | 2.7 | 2.6 |
| 1979-80   | 27   | Denver Nuggets      | NBA   | 70  |     | 17.3 | 1.5 | 2.9 | .505 | 0.0 | 0.0 |     | 0.2 | 0.6 | .366 | 1.8   | 2.9    | 4.7 | 1.1  | 0.9 | 1.1 | 0.7 | 2.6 | 3.1 |
| 1980-81   | 28   | TOTAL               | NBA   | 53  |     | 9.2  | 0.5 | 1.3 | .386 | 0.0 | 0.0 |     | 0.0 | 0.0 | .500 | 0.9   | 1.5    | 2.4 | 0.7  | 0.5 | 0.7 | 0.8 | 2.0 | 1.0 |
| 1980-81   | 28   | Denver Nuggets      | NBA   | 8   |     | 19.9 | 1.4 | 3.1 | .440 | 0.0 | 0.0 |     | 0.1 | 0.3 | .500 | 2.4   | 3.9    | 6.3 | 1.4  | 1.4 | 1.8 | 1.4 | 4.1 | 2.9 |
| 1980-81   | 28   | Cleveland Cavaliers | NBA   | 45  |     | 7.4  | 0.4 | 1.0 | .356 | 0.0 | 0.0 |     | 0.0 | 0.0 |      | 0.6   | 1.1    | 1.7 | 0.5  | 0.4 | 0.5 | 0.7 | 1.6 | 0.7 |
| Total     |      |                     | TOTAL | 425 |     | 18.5 | 1.7 | 3.6 | .479 | 0.0 | 0.0 |     | 0.4 | 0.9 | .397 | 2.1   | 3.4    | 5.6 | 0.9  | 1.0 | 1.2 | 1.0 | 3.0 | 3.8 |
|           |      |                     | NBA   | 341 |     | 16.8 | 1.3 | 2.8 | .449 | 0.0 | 0.0 |     | 0.2 | 0.5 | .333 | 1.7   | 3.0    | 4.7 | 0.9  | 0.9 | 1.1 | 0.9 | 2.9 | 2.7 |
|           |      |                     | ABA   | 84  |     | 25.7 | 3.6 | 6.7 | .530 | 0.0 | 0.0 |     | 1.1 | 2.4 | .455 | 4.1   | 5.2    | 9.2 | 0.7  | 1.2 | 1.4 | 1.2 | 3.5 | 8.2 |

### Playoffs
| Temporada | Edad | Equipo         | Liga  | P  | MIN | TCA | TC | 3PA | 3P | TLA | TL | R.OF. | REB | ASIS | ROB | TAP | PER | FP | PTS | %TC  | %3P | %FT  | MIN  | PTS | REB | AST |
| 1975-76   | 23   | New York Nets  | ABA   | 12 | 266 | 29  | 57 | 0   | 0  | 2   | 5  | 34    | 72  | 9    | 10  | 13  | 9   | 53 | 60  | .509 |     | .400 | 22.2 | 5.0 | 6.0 | 0.8 |
| 1978-79   | 26   | Denver Nuggets | NBA   | 3  | 35  | 1   | 2  |     |    | 1   | 2  | 3     | 11  | 0    | 2   | 0   | 3   | 8  | 3   | .500 |     | .500 | 11.7 | 1.0 | 3.7 | 0.0 |
| Total     |      |                | TOTAL | 15 | 301 | 30  | 59 | 0   | 0  | 3   | 7  | 37    | 83  | 9    | 12  | 13  | 12  | 61 | 63  | .508 |     | .429 | 20.1 | 4.2 | 5.5 | 0.6 |
|           |      |                | ABA   | 12 | 266 | 29  | 57 | 0   | 0  | 2   | 5  | 34    | 72  | 9    | 10  | 13  | 9   | 53 | 60  | .509 |     | .400 | 22.2 | 5.0 | 6.0 | 0.8 |
|           |      |                | NBA   | 3  | 35  | 1   | 2  |     |    | 1   | 2  | 3     | 11  | 0    | 2   | 0   | 3   | 8  | 3   | .500 |     | .500 | 11.7 | 1.0 | 3.7 | 0.0 |